# Złamana róża
Złamana Róża – pomnik w Bydgoszczy w Parku Jana Kochanowskiego, upamiętniający 50 zamordowanych we wrześniu 1939 gimnazjalistów.

## Opis
,,Złamana Róża" to pomnik w formie niewielkiej (około 4 metry szerokości) rzeźby, składającej się z kamiennego cokołu, oraz metaloplastyki, niosącej wartość symboliczną. Zaprojektował ją Józef Makowski, twórca wielu innych rzeźb i pomników, m.in. Rybek, które znajdowały się w misie po Fontannie Potop, Pomnika lotników polskich czy kilku sylwetek w Galerii pomników kompozytorów i wirtuozów w Bydgoszczy. Jest to figura korespondująca z otoczeniem, w którym się znajduje - jest jedną z wielu rzeźb w Parku Jana Kochanowskiego w Bydgoszczy, niektóre mają formy realistyczne, inne, jak ta są bardziej zgeometryzowane i operują kształtem, grubością i formą. Rzeźba składa się z wielu elementów, strzelistych linii i płaszczyzn. Wpisuje się w trendy rzeźbiarstwa abstrakcyjnego lat 60. XX wieku.